# 東京ミルク放送局
『東京ミルク放送局』（とうきょうみるくほうそうきょく）は劇団東京ミルクホール所属の俳優の新城侑樹とチャンマツ2019（20〇〇はその年号に連動）がパーソナリティを務めるポッドキャスト配信の番組。2015年3月19日より配信開始。

## 番組概要
劇団東京ミルクホール所属のしがない30代男性2人が主に映画・漫画・ゲーム・アニメなどについて思いの丈を熱く語り合う熱血青春スポ根ラブコメ娯楽文化系情報教養番組。毎回1作品または1シリーズについてテーマを決めて語り合う。
番組に冠しているキャッチコピーは「エンタメ界のバルカン半島」、第115回より第2期となり「エンタメ界のキャプテン・オブ・ザ・シップ」に変更になった。
また、その回のテーマや気分によって一時的に変更になる場合がある。

## 配信日時
毎週月曜日午前3時配信。
当初は午前6時の配信だったが酪農家やトラックドライバーの方に聞いてもらいたいと早朝の配信に変更になった。主に早朝から通勤通学時間でのダウンロード件数が多い。

## パーソナリティ
・新城侑樹・・・心に闇を抱えた青年の様なおじさん。本職「俳優」といいながら1年の内360日は土方アルバイト　最近はバイト後の壁当てが趣味　重度のジロリアン「けいおん！」によりダークサイドに落ち。「アイカツ」なる女児向けアニメを崇拝している。ニワカ中日ドラゴンスファン。1983年7月7日生まれ、AB型。兵庫県出身。
・チャンマツ・・・ふざけている様で実際本当にふざけているおじさん。姿、性格共にアフロ田中の実写版と考えてもらえるとわかりやすい。重度の阪神タイガース狂　実家は元「松沢松林堂」という本屋　小5の時に同級生の青木くんからガン消し(ガンタンクMarkⅡ)をパクリ母親に泣かれる。1977年11月13日生まれ、AB型。神奈川県　鎌倉市出身。

## 関連番組
・こころは三河☆愛ランド〜めざせ渋谷公会堂！～(現在休止中)
・TigersCAST タイガースキャスト(月イチゲスト　チャンマツ)

## 主なゲスト
・冷蔵庫マン（ニート）
・ラブライバー山崎くん
・マンガソムリエ平井さん（exQOOLAND　Tobari　Jujoe/平井拓郎）
・佐野バビ市
・北村直也改め平凡パイン先生
・ピンキー(カードショップ店員)
・いなり(松竹芸能芸人)
・ナベツネ(ロッテとZガンダム)

## 配信履歴
※本編配信の約一週間後にその回の裏話、反省、言い訳、語り切れなかった事などをまとめた『新城侑樹の大反省会』が番組ブログに更新されている。
・第1回「俺たちのジャンプ漫画」 2015年3月19日
・第2回「俺たちの映画『バトルシップ』」2015年3月31日
・第3回「俺たちのジャンプ漫画・おかわり〜スラムダンク編〜」2015年4月10日
・第4回「俺たちのドカベン」2015年4月15日
・第5回「俺たちのガンダム」2015年4月23日
・第6回「俺たちのマクロス」2015年5月1日
・第7回「俺たちのファミコン」2015年5月11日
・第8回「俺たちのアイカツ！」2015年5月21日
・第9回「俺たちの高畑勲、かぐや姫の物語をつくる。」2015年5月29日
・第10回「俺たちのキングダム」2015年6月5日
・第11回 「俺たちの太平洋戦争」ゲスト有り〼 2015年6月13日
・第12回「 俺たちの最近の映画」海街diary・マッドマックス 怒りのデスロードとかモロモロ 2015年6月23日
・第13回「 俺たちの魔法少女まどか☆マギカ」ゲストあり〼 2015年6月29日
・第14回「 俺たちの艦隊これくしょん-艦これ-」ゲストあり〼 2015年7月13日
・第15回 「俺たちのJUDY」2015年7月
19日
・第16回 「俺たちの最近の映画 アベンジャーズ、ターミネーターとか」2015年7月20日
・第17回 「俺たちのその辺にあったDVDを語ろう！」 凶悪、トロール・ハンター  2015年7月22日
・第18回 「俺たちのラブライブ！」2015年7月27日
・第19回  「俺たちのサンデーモーニング」2015年8月3日
・第20回  「俺たちの通販カタログ」 2015年8月10日
・第21回  「俺たちの陰謀論」ゲストあり〼  2015年8月17日
・第22回 「俺たちの競馬」ゲストあり〼  2015年8月24日
・第23回 「俺たちの柔道部物語」 2015年8月31日
・第24回 「俺たちのガールズ&パンツァー」 2015年9月7日
・第25回  「俺たちのムカデ人間3」 2015年9月14日
・第26回  「帰ってきた俺たちのアイカツ！」※緊急特別企画  2015年9月21日
・第27回  「俺たちの阪神タイガース」※緊急特別企画  2015年9月21日
・第28回  「さらば！俺たちのアイカツ！」 2015年10月5日
・第29回  「俺たちの逆境ナイン」  2015年10月12日
・第30回  「俺たちの機動戦士Ζガンダム」  2015年10月19日
・第31回  「俺たちのすべてがFになる」  2015年10月26日
・第32回  「俺たちのフィースト」  2015年10月29日
・第33回  「俺たちのフォースカインド」 2015年10月29日
・第34回  「俺たちのジャンプ打ち切り漫画  大ドラフト会議-前編-」 2015年11月9日
・第35回  再アップ「俺たちのジャンプ打ち切り漫画  大ドラフト会議-後編-」 2015年11月7日
・第36回  「俺たちのラーメン二郎」2015年11月23日
・第37回  「俺たちのヴィジット」 2015年11月30日
・第38回  「俺たちの機動戦士ガンダム0080 ポケットの中の戦争」  2015年12月7日
・第39回  「俺たちのスターウォーズ ep7」  2015年12月14日
・第40回   「俺たちの最近見た映画たち」『バクマン。』『グリーンインフェルノ』『恋人たち』とか  2015年12月21日
・第41回  「俺たちの2015年映画ランキング」※ゲスト有ります  2015年12月28日

以下 追加中

## 募集イベント
・荒川河川敷野外ライブツアー　 リスナー10名からの要望があれば実現予定。現在2/8名（5月28日現在）
・富士山頂公開配信改め高尾山頂公開配信イベント（2017年8月6日開催予定）
・第1回　輝け！ミル～ク大賞(2017年年末開催)
・バーで1日店長やろうぜ。Bar bornshack(2018年8月開催)
・第２回　輝け！ミル～ク大賞(201８年年末開催)
・神宮球場で高校野球を見よう！(2019年７月14日　開催予定)

## ゲスト出演
・映画痴話狂い『番外編 Z級映画特集①〜③』
・こころは三河☆愛ランド〜めざせ渋谷！『＃48 ゲスト新城侑樹 こころは三河☆愛ランド問題』
・それ以外もろもろ

## ミルク名作劇場殿堂入り作品
・『バス男』
・それ以外もろもろ